# Balonne Highway
La Balonne Highway est une route longue de 299 km de direction est-ouest située dans l'état du Queensland en Australie. Elle est le prolongement vers l'ouest de la Moonie Highway depuis la ville de St George jusqu'à Cunnamulla. Elle longe la rivière Balonne sur la plus grande partie de son trajet et porte son nom.
Il n'y a pas de construction notable sur son trajet.

## Galerie

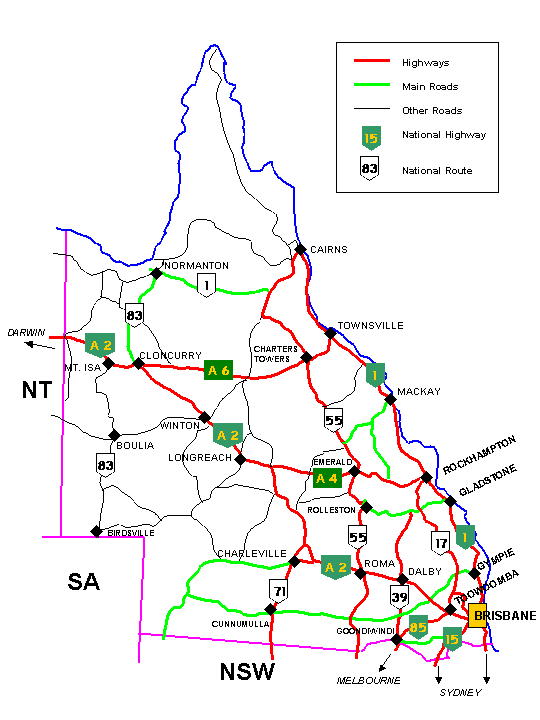